# ستيفن إف. ويليام
ستيفن إف. ويليام هو محامي وسياسي أمريكي، ولد في 31 يناير 1816 في مقاطعة كريتيندين في الولايات المتحدة، وتوفي في 18 يوليو 1862 في ريتشموند في الولايات المتحدة. انتخب عضو مجلس نواب ألاباما ‏.